# Johann Anton Theodor Heermann
Johann Anton Theodor Heermann (* um 1762; † 22. Juli 1813 in Reinerz, Provinz Schlesien) war ein preußischer Architekt. Er war Baubeamter in Posen, Glogau und Liegnitz.

## Leben und Wirken
Heermanns Herkunft ist unbekannt. Er war seit 1781 Deich-Inspektor in Westpreußen und seit 1785 Oberdeichinspektor mit Dienstsitz in Graudenz. Ab 1790 war er Kammer-Kondukteur in Marienwerder. Im gleichen Jahr wurde er Mitglied der Freimaurerloge Zu den drei gekrönten Türmen in Marienburg. Er wurde 1793 Mitglied in der neuen Loge Zum Bienenkorb in Thorn.
Seit 1793 war Heermann als Baurat und Mitglied der Kriegs- und Domänenkammer in Posen tätig, wo er mit David Gilly und weiteren Architekten beim Ausbau der Stadt zusammenarbeitete. Im Jahre 1796 schuf er einen Entwurf für das neue Stadttheater, der von 1802 bis 1804 ausgeführt wurde. Zwischen 1801 und 1803 beaufsichtigte Heermann den Bau des Schlosses Owinsk bei Posen auf Vermittlung von Gilly. 1806 war er Mitbegründer der Freimaurerloge Friedrich Wilhelm zur beglückenden Eintracht in Posen und deren erster Vorsteher. Nachdem Posen 1807 zum neuen Herzogtum Warschau gekommen war, wechselte Heermann 1809 nach Schlesien und war im Département Glogau und für die Bezirksregierung in Liegnitz tätig.
Im Jahre 1813 starb Heermann an einem Lungenleiden. Er war seit 1800 verheiratet und hatte eine bei seinem Tod noch minderjährige Tochter.